# Casa Guasch (Boí)
La Casa Guasch és una casa del municipi de la Vall de Boí (Alta Ribagorça) inclosa en l'Inventari del Patrimoni Arquitectònic de Catalunya. A prop hi ha el Paller, corts i cobert de Casa Guasch, que de manera individual també està inventariada.

## Casa
La casa és una obra inventariada. És un edifici de planta rectangular amb tres façanes i una mitgera al costat nord. L'antic cos afegit a la façana sud, amb una gran xemeneia de pedra, ha estat substituït per un de major alçada que té un comerç a la planta baixa. Consta de planta baixa, dos pisos i golfa sota coberta a tres vessants que s'estén per sobre del cos afegit. Les façanes sud i oest estan estucades amb calç i les balconades de fusta de la façana sud han sigut refetes amb bigues de formigó.
Malgrat les transformacions sofertes, conserva el volum original de l'edifici principal, situat en una posició de gran importància en la configuració de la imatge de la població. Les reformes a la façana principal són posteriors a l'any 1922.

## Paller, corts i cobert
El Paller, corts i cobert de Casa Guasch és una obra inventariada. Està construït originalment com a paller i corts, amb una planta en forma de L que acollia al seu interior l'era, aquesta ha sigut coberta a un sol vessant amb pissarra. L'edifici del paller té una planta semisoterrani, amb accés a nivell per l'era i la part més baixa del carrer, destinada a cort i un pis, amb accés des del carrer mitjançant uns quants graons, destinat a paller. Amb una elegant solució volumètrica, ocupa una posició dominant sobre el riu de Sant Martí i té una gran importància en la imatge del nucli antic des del camí de Durro.